# Ezekiel Elliott
Ezekiel Elliott (St. Louis, 22 luglio 1995) è un giocatore di football americano statunitense che milita nel ruolo di running back per i Dallas Cowboys della National Football League (NFL).

## Carriera universitaria
Elliott al college giocò a football con gli Ohio State Buckeyes dal 2013 al 2015. Nel 2014 vinse il campionato NCAA, venendo premiato come miglior giocatore della finale contro Oregon dove corse 246 yard e quattro touchdown. Il 21 novembre 2015 annunciò la sua intenzione di saltare l'ultimo anno di college per passare tra i professionisti. Alla fine della sua ultima stagione si classificò all'ottavo posto nelle votazioni dell'Heisman Trophy.
Statistiche al college
| Statiche nella NCAA |       |       |       |       |           |           |           |           |
| Ohio State Buckeyes |       |       |       |       |           |           |           |           |
| Anno                | Corse | Corse | Corse | Corse | Ricezioni | Ricezioni | Ricezioni | Ricezioni |
| Anno                | Ten   | Yard  | Media | TD    | Ric       | Yard      | Media     | TD        |
| 2013                | 30    | 262   | 8.7   | 2     | 3         | 23        | 7.7       | 1         |
| 2014                | 273   | 1,878 | 6.9   | 18    | 28        | 220       | 7.9       | 0         |
| 2015                | 289   | 1,821 | 6.3   | 23    | 27        | 206       | 7.6       | 0         |
| Totale              | 592   | 3,961 | 6.69  | 43    | 58        | 449       | 7.74      | 1         |

## Carriera professionistica

### Dallas Cowboys

#### Stagione 2016

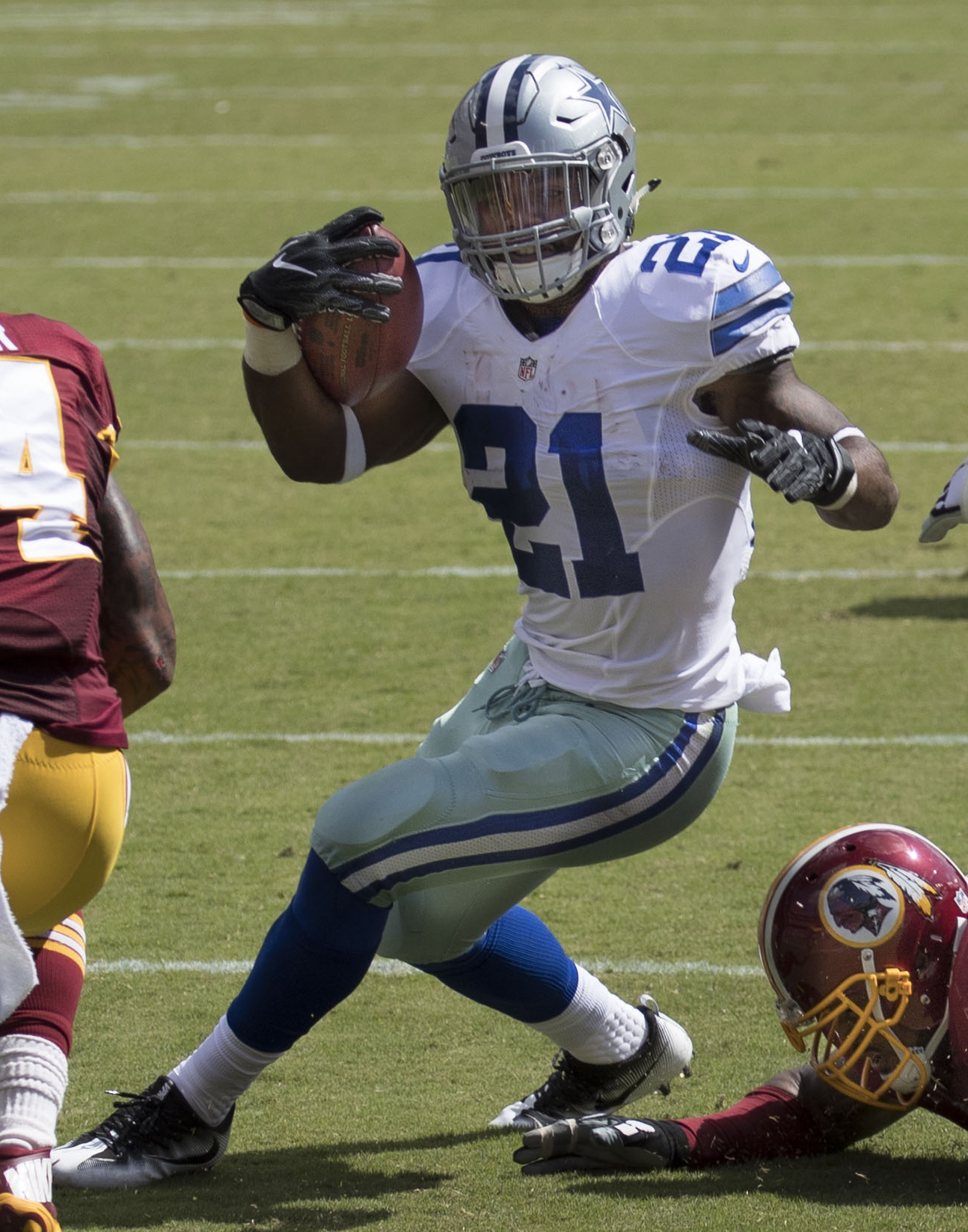
Elliott nel 2016

Elliott era considerato dagli analisti il miglior running back selezionabile nel Draft NFL 2016 e una delle prime dieci scelte assolute Il 28 aprile 2016 fu chiamato con la quarta selezione assoluta dai Dallas Cowboys. Debuttò come professionista partendo come titolare nella gara del primo turno persa contro i New York Giants in cui corse 20 volte per 51 yard e segnò il suo primo touchdown su corsa. Nelle settimane 4 e 5 premiato come running back della settimana per le sue prestazioni nelle vittorie contro i San Francisco 49ers (138 yard corse e un touchdown) e contro i Cincinnati Bengals (134 yard corse e 2 touchdown). Alla fine di ottobre fu premiato come rookie offensivo del mese dopo avere guidato la lega in yard corse.
Nella settimana 10 contro i Pittsburgh Steelers, Elliott guadagnò 209 yard totali (114 su corsa, 95 su ricezione), segnando due dei suoi tre touchdown nel finale del quarto periodo, incluso uno su una corsa da 32 yard a 9 secondi dal termine che diede a Dallas l'ottava vittoria consecutiva. Per questa prova fu premiato come miglior giocatore offensivo della NFC della settimana e come rookie della settimana. Sette giorni dopo, con 97 yard corse nella vittoria sui Baltimore Ravens, superò il record di yard corse da un rookie dei Cowboys dell'hall of famer Tony Dorsett che resisteva dal 1977. Nella settimana 15, col 13º TD su corsa superò il record per un debuttante di Dallas detenuto dallo stesso Dorsett e da Herschel Walker. Concluse quella partita con 159 yard corse, venendo nominato rookie della settimana per la terza gara consecutiva. Elliott chiuse la stagione regolare guidando la NFL con 1.631 yard corse e classificandosi al terzo posto con 15 touchdown su corsa, venendo convocato per il Pro Bowl e inserito nel First-team All-Pro. Nella prima gara di playoff in carriera, Elliott corse 125 yard ma i Cowboys, in possesso del miglior record della NFC furono eliminati per 34-31 dai Green Bay Packers all'AT&T Stadium.

#### Stagione 2017

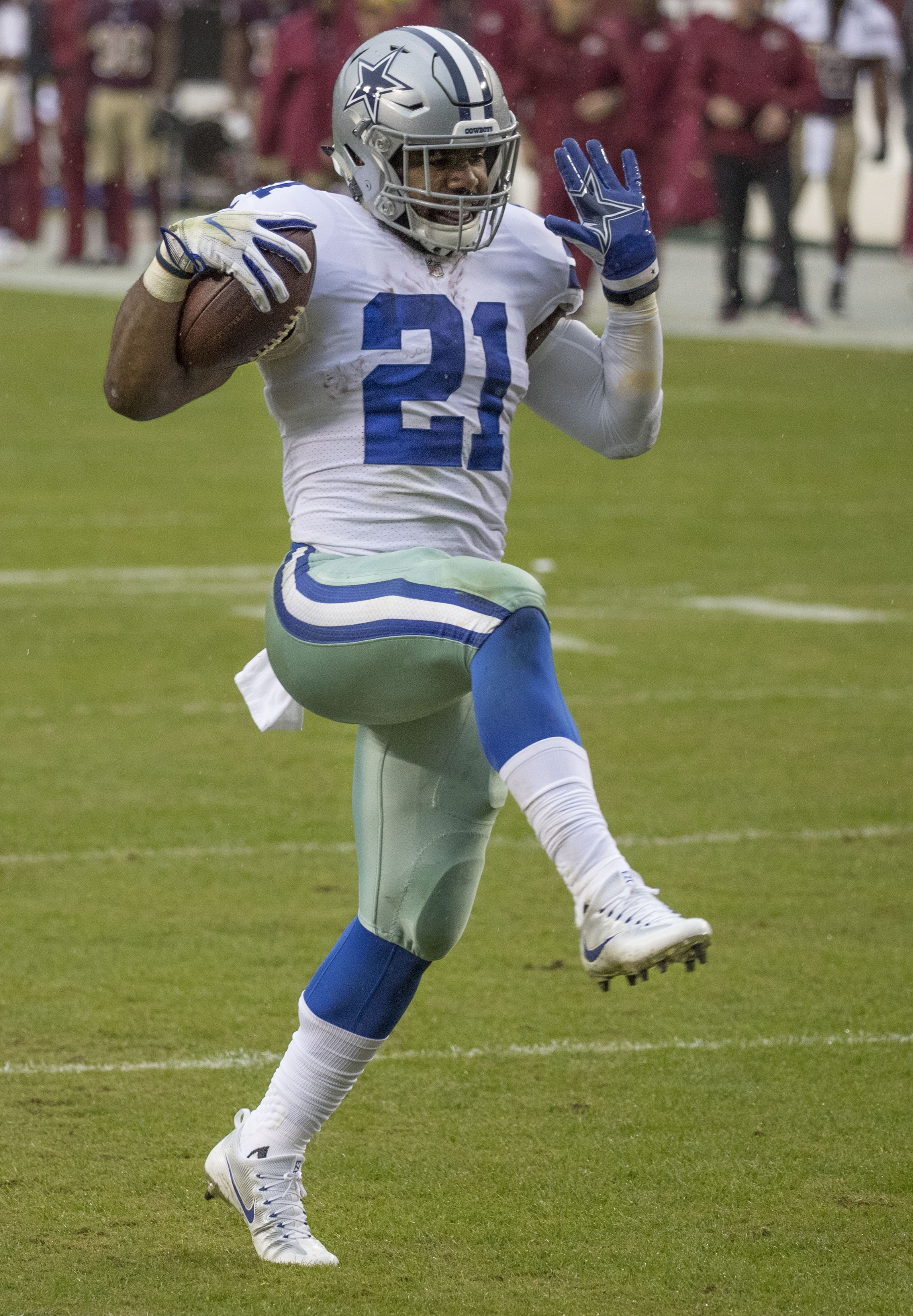
Elliott contro i Redskins nel 2017

L'11 agosto 2017, fu annunciato che Elliott sarebbe stato sospeso per le prime sei partite della stagione 2017. L'8 settembre 2017, il giudice distruttuale Amos Mazzant sospese la punizione della lega, permettendo al giocatore di giocare probabilmente l'intera annata in attesa di un nuovo processo per l'accusa di violenza domestica.
Nel settimo turno in casa dei San Francisco 49ers, Elliott disputò una delle migliori prove stagionali, con 219 yard totali guadagnate e tre touchdown, due su corsa e uno su ricezione, nella vittoria per 40-10. Prima del decimo turno, mentre era al secondo posto nella NFL con 783 yard corse, la precedente squalifica fu ripristinata. Poté così tornare in campo nel penultimo turno, perso in casa contro i Seattle Seahawks, dove corse 97 yard. Nelle dieci gare disputate in stagione, la sua media di 98,3 yard corse a partita fu la migliore della NFL.

#### Stagione 2018
Nel quarto turno della stagione 2018, Elliott disputò una delle migliori gare della sua giovane carriera, correndo 152 yard, ricevendone 88 e segnando un TD su ricezione nella vittoria in rimonta sui Detroit Lions. Nel sesto turno segnò il suo 15º TD su corsa alla 31ª gara in carriera, superando il record di franchigia di Emmitt Smith per la rapidità a cui giunse a tale cifra. Nel decimo turno contribuì a una svolta della fino ad allora mediocre stagione dei Cowboys nella alla vittoria sugli Eagles campioni in carica con 187 yard guadagnate dalla linea di scrimmage e 2 touchdown. A fine stagione fu convocato per il suo secondo Pro Bowl ed inserito nel Second-team All-Pro dopo avere guidato la NFL con 1.434 yard corse, pur avendo saltato due partite.

#### Stagione 2019

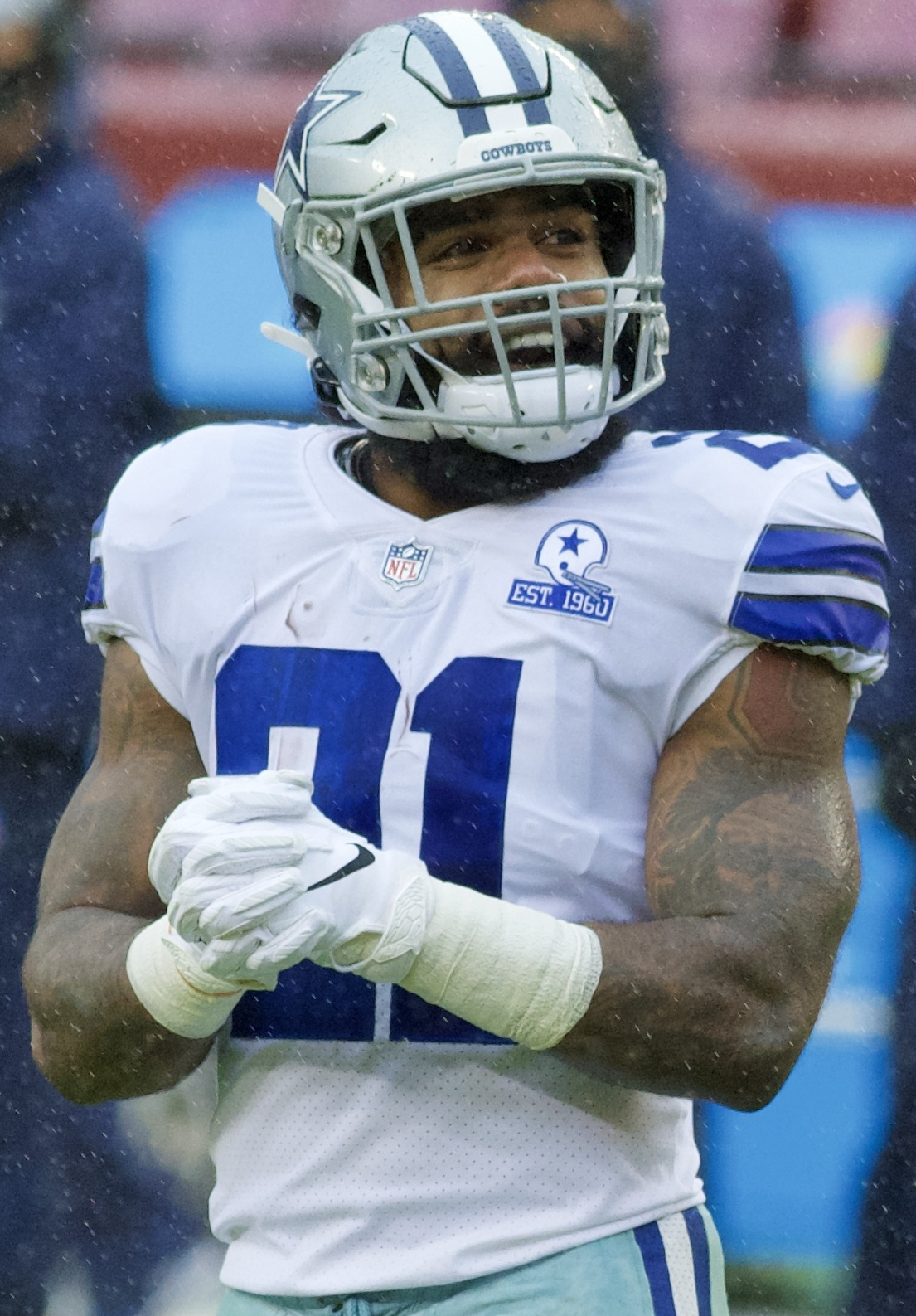
Elliott nel 2020

Il 4 settembre 2019, Elliott firmò un nuovo contratto di sei anni con i Cowboys del valore di 90 milioni di dollari, 50 milioni dei quali garantiti. A fine stagione fu convocato per il suo terzo Pro Bowl dopo essersi classificato terzo nella NFL con 1.357 yard corse e quinto con 12 touchdown su corsa. Dallas concluse con un record di 8-8 al secondo posto di una debole NFC East.

#### Stagione 2020
Nel 2020 Elliott e i Cowboys ebbero un difficile inizio di stagione, aggravato dall'infortunio del quarterback Prescott. La prima volta in cui il running back superò le 100 yard corse fu nell'11º turno, contribuendo alla vittoria sui Minnesota Vikings. La sua stagione si chiuse con 979 yard corse e 6 touchdown su corsa, oltre a 2 su ricezione.

#### Stagione 2021
Nella settimana 4 Elliott corse 143 yard guidando i Cowboys alla vittoria contro i precedentemente imbattuti Carolina Panthers e venendo premiato come running back della settimana. Chiuse la sua annata con 1.002 yard corse , 10 marcature su corsa e 2 su ricezione.

#### Stagione 2022
Nella settimana 7, vinta contro i Detroit Lions, Elliott segnò due touchdown su corsa nel secondo tempo. In questa stagione, tuttavia, si vide definitivamente sopravanzato da Tony Pollard nel ruolo di running back titolare. Quando questi si infortunò nel divisional round dei playoff contro i 49ers, Elliott tornò a ricevere la maggior parte dei possessi ma chiuse con 26 sole yard corse su 10 tentativi nella sconfitta per 19-10.
Il 15 marzo 2023 Elliott fu svincolato dai Cowboys, lasciando la squadra con il terzo risultato di tutti i tempi della sua storia sia in yard corse che in touchdown su corsa.

### New England Patriots
Il 14 agosto 2023 Elliott firmò un contratto di un anno del valore di 6 milioni di dollari con i New England Patriots. Nell'unica stagione con la squadra corse 642 yard, 3 touchdown su corsa e 2 su ricezione.

### Ritorno ai Cowboys
Il 29 aprile 2024 Elliott firmò un contratto di un anno per fare ritorno ai Dallas Cowboys.

## Palmarès
- Convocazioni al Pro Bowl: 3

2016, 2018, 2019
- First-team All-Pro: 1

2016
- Second-team All-Pro: 1

2018
- Giocatore offensivo della NFC della settimana: 1

10ª del 2016
- Running back dell'anno: 1

2016
- Running back della settimana: 3

4ª e 5ª del 2016, 4ª del 2021
- Rookie offensivo del mese: 1

ottobre 2016
- Rookie della settimana: 4

10ª, 13ª, 14ª e 15ª del 2016
- Leader della NFL in yard corse: 2

2016, 2018
- PFWA All-Rookie Team - 2016

## Statistiche

### Stagione regolare
| Anno   | Squadra | Gare | Gare | Corse | Corse | Corse | Corse | Corse | Ricezioni | Ricezioni | Ricezioni | Ricezioni | Ricezioni | Fumble | Fumble |
| Anno   | Squadra | P    | PT   | Ten   | Yard  | Media | Max   | TD    | Ric       | Yard      | Media     | Max       | TD        | Fum    | Persi  |
| ------ | ------- | ---- | ---- | ----- | ----- | ----- | ----- | ----- | --------- | --------- | --------- | --------- | --------- | ------ | ------ |
| 2016   | DAL     | 15   | 15   | 322   | 1,631 | 5.1   | 60T   | 15    | 32        | 363       | 11.3      | 83T       | 1         | 5      | 1      |
| 2017   | DAL     | 10   | 10   | 242   | 983   | 4.1   | 30    | 7     | 26        | 269       | 10.3      | 72T       | 2         | 1      | 1      |
| 2018   | DAL     | 15   | 15   | 304   | 1,434 | 4.7   | 41    | 6     | 77        | 567       | 7.4       | 38        | 3         | 6      | 1      |
| 2019   | DAL     | 16   | 16   | 301   | 1,357 | 4.5   | 33T   | 12    | 54        | 420       | 7.8       | 27        | 2         | 3      | 2      |
| 2020   | DAL     | 15   | 15   | 244   | 979   | 4.0   | 31    | 6     | 52        | 338       | 6.5       | 19        | 2         | 6      | 5      |
| 2021   | DAL     | 17   | 17   | 237   | 1,002 | 4.2   | 47    | 10    | 47        | 287       | 6.1       | 21        | 2         | 1      | 1      |
| 2022   | DAL     | 15   | 14   | 231   | 876   | 3.8   | 27    | 12    | 17        | 92        | 5.4       | 31        | 0         | 0      | 0      |
| Totale | Totale  | 103  | 102  | 1,881 | 8,262 | 4.4   | 60T   | 68    | 305       | 2,336     | 7.7       | 83T       | 12        | 22     | 11     |

- : leader della lega

### Playoff
| Anno   | Squadra | Gare | Gare | Corse | Corse | Corse | Corse | Corse | Ricezioni | Ricezioni | Ricezioni | Ricezioni | Ricezioni | Fumble | Fumble |
| Anno   | Squadra | P    | PT   | Ten   | Yard  | Media | Max   | TD    | Ric       | Yard      | Media     | Max       | TD        | Fum    | Persi  |
| ------ | ------- | ---- | ---- | ----- | ----- | ----- | ----- | ----- | --------- | --------- | --------- | --------- | --------- | ------ | ------ |
| 2016   | DAL     | 1    | 1    | 22    | 125   | 5.7   | 22    | 0     | 1         | -2        | -2.0      | -2        | 0         | 0      | 0      |
| 2018   | DAL     | 2    | 2    | 46    | 184   | 4.0   | 44    | 2     | 6         | 51        | 8.5       | 12        | 0         | 0      | 0      |
| 2021   | DAL     | 1    | 1    | 12    | 31    | 2.6   | 9     | 0     | 1         | 0         | 0.0       | 0         | 0         | 0      | 0      |
| 2022   | DAL     | 2    | 2    | 23    | 53    | 2.3   | 9     | 0     | 3         | 16        | 5.3       | 9         | 0         | 0      | 0      |
| Totale | Totale  | 6    | 6    | 103   | 393   | 3.8   | 44    | 2     | 11        | 65        | 5.9       | 12        | 0         | 0      | 0      |